# Saint-Hilaire-des-Landes
Saint-Hilaire-des-Landes (Sant-Eler-al-Lann en bretón) es un municipio francés, situado en el departamento del Ille y Vilaine y la región Bretaña.

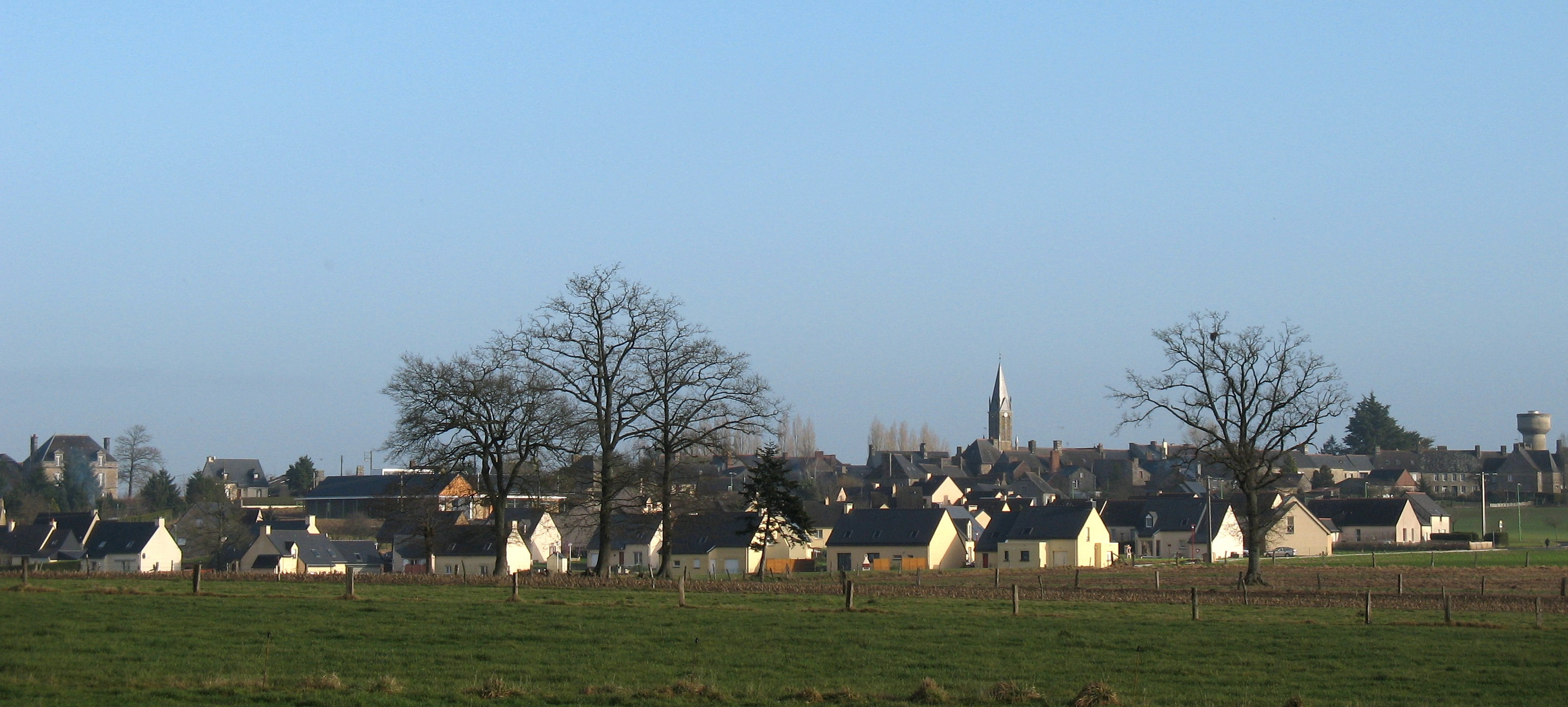
Saint-Hilaire-des-Landes.

## Geografía
Saint-Hilaire-des-Landes se sitúa a 41 km al noreste de Rennes y a 37 km al sur del Monte Saint-Michel.